# Конвеј (Мичиген)
Конвеј (енгл. Conway) насељено је место без административног статуса у америчкој савезној држави Мичиген.

## Демографија
По попису из 2010. године број становника је 204.
| Група             | 2000.    | 2010.       |
| Белци             | 0 (0,0%) | 184 (90,2%) |
| Афроамериканци    | 0 (0,0%) | 4 (2,0%)    |
| Азијати           | 0 (0,0%) | 0 (0,0%)    |
| Хиспаноамериканци | 0 (0,0%) | 5 (2,5%)    |
| Укупно            | 0        | 204         |